# Веймарны
фон Веймарны (нем. von Weymarn) — дворянский род.

## История
Происходили от бюргеров Любека. В 1693 году Йобст Веймер (10 октября 1641 — 2 ноября 1696), переселившийся в город Аренсбург на острове Эзель и ставший капитаном шведской армии, получил шведское дворянское достоинство. Позднее его потомки получили фамилию фон Веймарн и российское дворянство после присоединения к России в ходе Северной войны 1700—1721 годов Остзейских земель.
Род Веймарн был внесен в 6-ю часть дворянской родословной книги Санкт-Петербургской губернии, а также в Эзельский (1741), Эстляндский (1839) и Лифляндский (1863) матрикулы.

## Описание герба
В щите, разделённом горизонтально надвое, имеющем верхнюю половину чёрного цвета, а нижнюю золотого, изображён лев, переменяющий цвет в чёрном на золото, а в золоте на чёрный, держащий в правой лапе секиру.
Щит увенчан дворянскими шлемом и короной, над которой изображён до половины золотой лев с секирой в правой лапе. Намёт на щите золотой, подложенный чёрным.
Также см.

## Известные носители
Из внуков Йобста Веймера наиболее известны: братья Георг Фридрих Магнус (1710-79); Евстафий Иванович (нем. Hermann Gustav von Weymarn; 1717—1771), депутат в Комиссии по составлению Уложения (1767) от Лифляндской губ., Иван Иванович.
- Веймарн, Иван Иванович (Ганс Генрих; 1718 или 1722—1792) — командующий войсками в Сибири, командир русских войск в Польше.
- Веймарн, Александр Фёдорович (1784—1882) — тайный советник, сенатор, обер-прокурор Сената.
  - Веймарн, Платон Александрович (1834—1893) — генерал-лейтенант, чиновник для особых поручений при военном министре.
  - Александр Александрович Веймарн (1827—1888) — полковник.
    - Лидерс-Веймарн, Александр Александрович (1856—1914) — русский государственный деятель.
    - Лидерс-Веймарн, Фёдор Александрович (1859—1927) — русский военный деятель, генерал от артиллерии.
- Веймарн, Фёдор Фёдорович (Балтазар Фридрих; 1789—1853) — генерал-майор.
- Веймарн, Пётр Фёдорович (1795—1846) — генерал-лейтенант.
  - Барклай-де-Толли-Веймарн, Александр Петрович (1827—1905) — генерал-майор, генерал-адъютант.
- Веймарн, Иван Фёдорович (1800—1846) — генерал-адъютант, профессор Академии Генерального штаба.
- Веймарн, Фёдор Петрович (1831—1913) — русский генерал-лейтенант.
- Веймарн, Пётр Иванович — генерал-майор.
  - Веймарн, Пётр Петрович (1879—1935) — русский физикохимик.
- Веймарн, Александр Владимирович (1814—1872) — генерал-лейтенант, командир Нижегородского учебного карабинерного полка.
- Веймарн, Иван Иванович (1852—1915) — генерал от инфантерии, военный министр Болгарии.
- Веймарн, Павел Платонович (1857—1905) — музыкальный критик и композитор.
- Верена фон Веймарн (рожд. фон Стрицки; род. 1943) — военный врач, первая в истории немецкой армии женщина-генерал.
- Веймарн, Александр Густавович фон (1810—1897) — русский вице-адмирал